# 章回小說
章回小說是明清以來中國長篇小說的主要形式，淵源自說書傳統、宋代話本及元代雜劇，在魏晉南北朝始有具體形式，而於明清兩代發展。

## 興起原因
明清兩代都市經濟繁榮，大量需求通俗讀物。士人對小說的觀念有所改變，一般儒家思想對小說加以輕視，以為是「小道」。而明代公安派文人，如袁宏道、馮夢龍、凌蒙初則對章回小說較持讚揚態度。但總體而言，章回小說在晚清以前，較被視為通俗娛樂文化的一部分，地位不高，如四庫全書即不收章回小說。
明清時白話文學有所進展，加上戲曲的影響，文人學士有意識地運用白話來寫小說，用小說作為反映時代的工具，運用淺白文字，寫通俗易懂的小說。明清時印刷業發達，社會條件成熟，也促進小說流行。

## 形式特點
章回小說分章、分回敘事。正文之前或有「楔子」。每章每回有撮舉要旨的回目，歸納情節梗概，回目多由雙句組成，對仗工整，辭藻精鍊。每回常以詩歌開場結尾，中間敘事，也多加插詩詞韻文。詩詞作用是總結或引起內容、品評人物、渲染氣氛。
每回有開端語和結束語，開頭常用「話說」、「卻說」、「且說」引出正文，每回結尾時，慣用「欲知後事如何，且聽下回分解」字眼，之後多用「正是」帶出偶句作結。內文有時夾有「看官」、「諸公」的稱呼。
部分章回小說繼承話本小說的傳統，基本上以白話寫成。

## 語言分類
現在較為常見的明清及近代章回體小說，大致有文言體章回小說，如《三國志通俗演義》；方言體章回小說，如清代韓子雲的《海上花列傳》，全文多用吳語方言；彈詞體章回小說，如陶貞懷的《天雨花》；排偶體章回小說，如清代陳球的《燕山外史》等。

## 歷史

### 起源
章回小說繼承話本小說的傳統，許多章回歷史小說，都是從宋代講史話本的基礎上發展起來。
講史說的是歷史興亡和戰爭故事，如：《全相平話五種》、《五代史平話》、《大宋宣和遺事》等。說話人不能把每段故事有頭有尾地在一兩次說完，必須連續講若干次，每講一次就等於後來的一回。在每次講話以前，要用題目向聽眾揭示主要內容，這就是章回小說回目的起源。從章回小說中經常出現的“話說”和“看官”字樣，可以看出它和話本之間的繼承關係。

### 明代前期
經過宋元兩代的長期孕育，元末明初出現了一批章回小說，如：《三國演義》、《殘唐五代史演義》、《水滸傳》等。這些小說都在民間長期流傳，經說話和講史藝人補充內容，最後由作家加工改寫而成。它們比起講史有很大發展，其中人物和故事的核心雖然是歷史的，但更多的內容是後人所創造，篇幅比講史更長了，主要是供讀者閱覽的，而且明確分為若干卷，每卷又分為若干節，每節前面有一單句目錄，如“劉玄德斬寇立功”。

### 明中葉以後
明代中葉，章回小說的發展更加成熟，出現了《西遊記》、《金瓶梅》等。這些章回小說故事情節更趨複雜，描寫更為細膩，內容和“講史”已沒有一定的聯繫，只是體裁上保持著“講史”的痕跡。這時章回小說已不分節，而明確地分成多少回，回目也由單句發展成為參差不齊的雙句，最後成為工整的對句。如明嘉靖後出現的各種版本的《三國志演義》，它們把嘉靖本《三國志演義》的兩節合併成一回，兩節的節目作為回目的兩句。起初兩句不是對偶的，到了毛宗崗修改《三國志演義》時，為了“務取精工，以快閱者之目”，就把“以參差不對，錯亂無章”的回目改為對偶整齊的二句。
清代，章回小說繼續發展，《紅樓夢》是其藝術高峰。

## 代表作
章回小說代表之作，古有四大奇書之稱，今人另有四大小說名著。重要的書籍如元末明初施耐庵《水滸傳》及羅貫中《三國演義》、明代吳承恩《西遊記》及笑笑生《金瓶梅》、清代吳敬梓《儒林外史》及曹雪芹《紅樓夢》等。

## 研究書目
- Thomas Zimmer（司馬濤）著，葛放 等 譯：《中國皇朝末期的長篇小說》（上海：華東師範大學出版社，2012年）。
- Andrew Plak（浦安迪）著，沈亨壽 譯：《明代小說四大奇書》（北京：中國和平出版社，1993年）。
- 何谷理：〈章回小說發展中涉及到的經濟技術因素 （页面存档备份，存于）〉。
- 李福清：〈中國古代神話與章回小說 （页面存档备份，存于）〉。